# Notre-Dame de Rheims
Notre-Dame de Rheims est le premier texte publié de Georges Bataille (1918).
Il est écrit sur la demande de son ami Jean-Gabriel pour une causerie donnée à des enfants, après sa lecture de bribes religieuses par Bataille. Denis Hollier en offre une lecture dans La Prise de la Concorde.